# Pseudohalogene
Pseudohalogene sind ein Spezialfall der Pseudoelemente. Zu den Pseudohalogenen zählt man unter anderem die Gruppen:
–CN, –N3, –OCN, –NCO, –CNO, –SCN, –NCS, –SeCN
Die chemischen Eigenschaften dieser Pseudohalogene ähneln in vielen Gebieten denen der Halogene:
- Analog zu den elementaren Halogenen existieren zumeist Dimere der Pseudohalogene, beispielsweise Dicyan (NC–CN).
- Es existieren Pseudohalogenwasserstoffsäuren des Typs HX (mit X als Pseudohalogenid): 
  - HCN (Blausäure)
  - HNCO (Isocyansäure)
  - HCNO (Knallsäure)
  - HNCS (Isothiocyansäure)
  - HN3 (Stickstoffwasserstoffsäure)
  - HSeCN (Selenocyansäure)
- Die Säuren bilden Metallsalze des Typs MXn (mit einem Metall M). Die Salze AgX, Hg2X2 und PbX2 sind wie die der Halogenide in Wasser schwer löslich.
- Viele Metallkationen bilden mit Pseudohalogeniden Pseudohalogeno-Komplexe, z. B. der Form MX4n− oder MX6m−.
- Es werden kovalente Nichtmetallverbindungen wie P(CN)3 gebildet.
- Die Pseudohalogene bilden untereinander und mit den Halogenen Verbindungen, die den Interhalogenverbindungen entsprechen, z. B. ClCN, BrCN, ICN, XSCN, IN3.
- In alkalischer Lösung kommt es bei Pseudohalogenen zur Disproportionierung.